# Lars Uebel
Lars Uebel (* 14. Oktober 1980 in Berlin) ist ein ehemaliger deutscher Tennisspieler und heutiger -trainer.

## Karriere
Lars Uebel spielte bis 1998 auf der ITF Junior Tour und nahm in diesem Jahr an den beiden Grand-Slam-Turnieren in New York und Paris teil. Ende 1997 stand er mit Rang 54 auf dem höchsten Platz in der Junior-Rangliste.
1999 gewann er erste Matches bei den Profis. 2000 stand er in Einzel und Doppel jeweils in den Top 1000 der Tennisweltrangliste. 2001 gewann er im Einzel seinen ersten Titel auf der ITF Future Tour, im Doppel gewann er bis dahin vier Titel, jeweils knackte er die Top 500. Nach einem schwächeren Jahr 2002 schaffte Uebel in den folgenden Jahren bis 2007 konstant eine Platzierung zwischen 200 und 400 zu halten. Im April 2005 gelang ihm in Canberra sein einziges Einzelfinale auf der am zweithöchsten dotierten ATP Challenger Tour zu erreichen, das er gegen Chris Guccione in zwei Sätzen verlor. Im Doppel stand er fünfmal in einem Finale und konnte in Vigo und Wolfsburg den Titel jeweils gewinnen. Im Jahr 2006 erreichte er sowohl im Einzel mit Rang 242 als auch im Doppel mit Rang 168 sein Karrierehoch. Danach verlor er kontinuierlich Platzierungen und spielte 2008 seine vorerst letzten Matches; 2011 kehrte er für zwei Turniere zurück auf die Tour. Bei seinen drei Teilnahmen an Turnieren der ATP World Tour – eine im Einzel 2005, zwei im Doppel 2006 und 2011 – schaffte er keinen Satz zu gewinnen. In seiner Karriere gewann er insgesamt 5 Futures im Einzel sowie 16 weitere im Doppel.
Nach seiner aktiven Zeit wurde Uebel Tennistrainer. Er arbeitet für den Bayerischen Tennis-Verband in der TennisBase Oberhaching. Außerdem trainiert er einige deutsche Tennisspieler wie Matthias Bachinger, Tim Pütz, Yannick Hanfmann, Daniel Masur, Jeremy Jahn und Philipp Kohlschreiber. Von 2008 bis 2011 trainierte er noch während seiner aktiven Zeit Philipp Petzschner.

## Erfolge
| Legende (Anzahl der Siege)  |
| Grand Slam                  |
| ATP World Tour Finals       |
| ATP World Tour Masters 1000 |
| ATP World Tour 500          |
| ATP World Tour 250          |
| ATP Challenger Tour (2)     |

### Doppel

#### Turniersiege
| Nr. | Datum           | Turnier   | Belag       | Partner        | Finalgegner                                  | Ergebnis |
| --- | --------------- | --------- | ----------- | -------------- | -------------------------------------------- | -------- |
| 1.  | 19. August 2005 | Vigo      | Sand        | Jan Vacek      | Guillem Burniol José Antonio Sánchez de Luna | 6:4, 6:3 |
| 2.  | 4. März 2007    | Wolfsburg | Teppich (i) | Alexander Peya | Joshua Goodall Jan Mertl                     | 6:4, 6:4 |